# Nina Veidt
Nina Veidt, właśc. Henryka Veith (ur. 19 grudnia 1914 w Warszawie, zm. 1943 w Berlinie) – polska aktorka, członkini ruchu oporu.

## Życiorys
Była córką Henryka Veitha, z pochodzenia Szkota, i Marii z Karwowskich. Była ewangeliczką. Ukończyła gimnazjum Leonii Rudzkiej w Warszawie. W 1936 skończyła studia w Państwowym Instytucie Sztuki Teatralnej w Warszawie.
W sezonie 1936/1337 i 1937/1938 występowała w Teatrze Wołyńskim w Łucku. Pojawiała się na deskach Teatru Polskiego w Poznaniu ("Małżeństwo", 1937; "Damy i huzary" A. Fredro, 1937; "Nasza żonusia" Avery'ego Hopwooda, 1938). Później, za sprawą nowego dyrektora teatru, Kazimierza Vorbrota, została zaangażowana do teatru w Sosnowcu. Zasłynęła jako zdolna amantka. Grała m.in. w "Don Juanie" J. Zorilli i "W perfumerii" M. Laszlo. Występowała coraz częściej, szczególnie w komediach, zyskując uznanie widzów i prasy. W 1939 pojawiła się w "Sprawie Kaisern" L. Starka i A. Sislera oraz 13 razy w "Gałganku" D. Niccodemiego. W czerwcu 1939 wystąpiła w komedii A. Hopwooda "Jutro pogoda" i w "Pannie Malczewskiej" G. Zapolskiej. Kiedy we wrześniu 1939 okazało się, że teatr nie rozpocznie nowego sezonu, wróciła do Warszawy.
Jej głos był znany nie tylko ze sceny, ale i z eteru. Przykładowo w dniu 26 kwietnia 1939 r. w Katowicach można było wysłuchać wierszy, które recytowała w przerwie nadawanego późnym wieczorem koncertu rozrywkowego.
W czasie II wojny światowej zaangażowała się we współpracę z aliantami. Była związana z Organizacją Socjalistyczno-Niepodległościową "Wolność". Przyjęła pseudonim Nina lub Ninka. Współpracowała ze Stanisławem Jeutem z Organizacji Wojskowej Związek Jaszczurczy, szefem komórki wywiadowczej ZWZ-AK. Prowadziła nasłuch radiowy i przekazywała informacje poza teren Generalnej Guberni. Często jeździła w sprawach wywiadu na teren III Rzeszy. Przechowywała materiały gromadzone przez Jeutego. Miała ukrywać w swoim mieszkaniu angielskich zrzutków. 
W lutym 1942, otrzymawszy ostrzeżenie o grożącym jej niebezpieczeństwie wynikającym z wpadki ludzi ze środowiska, w obawie o rodzinę nie ukryła się. Została aresztowana przez Niemców w Warszawie 22, w nocy z 22 na 23 lub 25 lutego 1942. Przesłuchiwana była przy Al. Szucha, następnie uwięziona na Pawiaku, skąd wysłała gryps. Nie ugięła się podczas przesłuchań, a całą swoją moc i wytwałość czerpać miała z książki O naśladowaniu Chrystusa Tomasza à Kempisa i Ewangelii, o czym pisała w liście wysłanym do rodziny tuż przed śmiercią. Przed aresztowaniem zdążyła zniszczyć większość materiałów obciążających konspirację. Po dwóch dniach przewieziono ją do Berlina, do więzienia śledczego przy Alexanderplatz. Sąd wojenny 5 grudnia 1942 skazał ją na karę śmierci. Wyrok wykonano przez zgilotynowanie w więzieniu Plötzensee w Moabicie. Opracowania podają różną datę jej śmierci: 26 lub 29 maja albo 25 lub 26 czerwca, jednak w maju musiała żyć, skoro wysłała do rodziny list datowany na 25 czerwca 1943. Zginęła następnego dnia. Ciało przekazano Uniwersytetowi w Berlinie w celu badań anatomicznych. Wykonywał je Hermann Stieve.

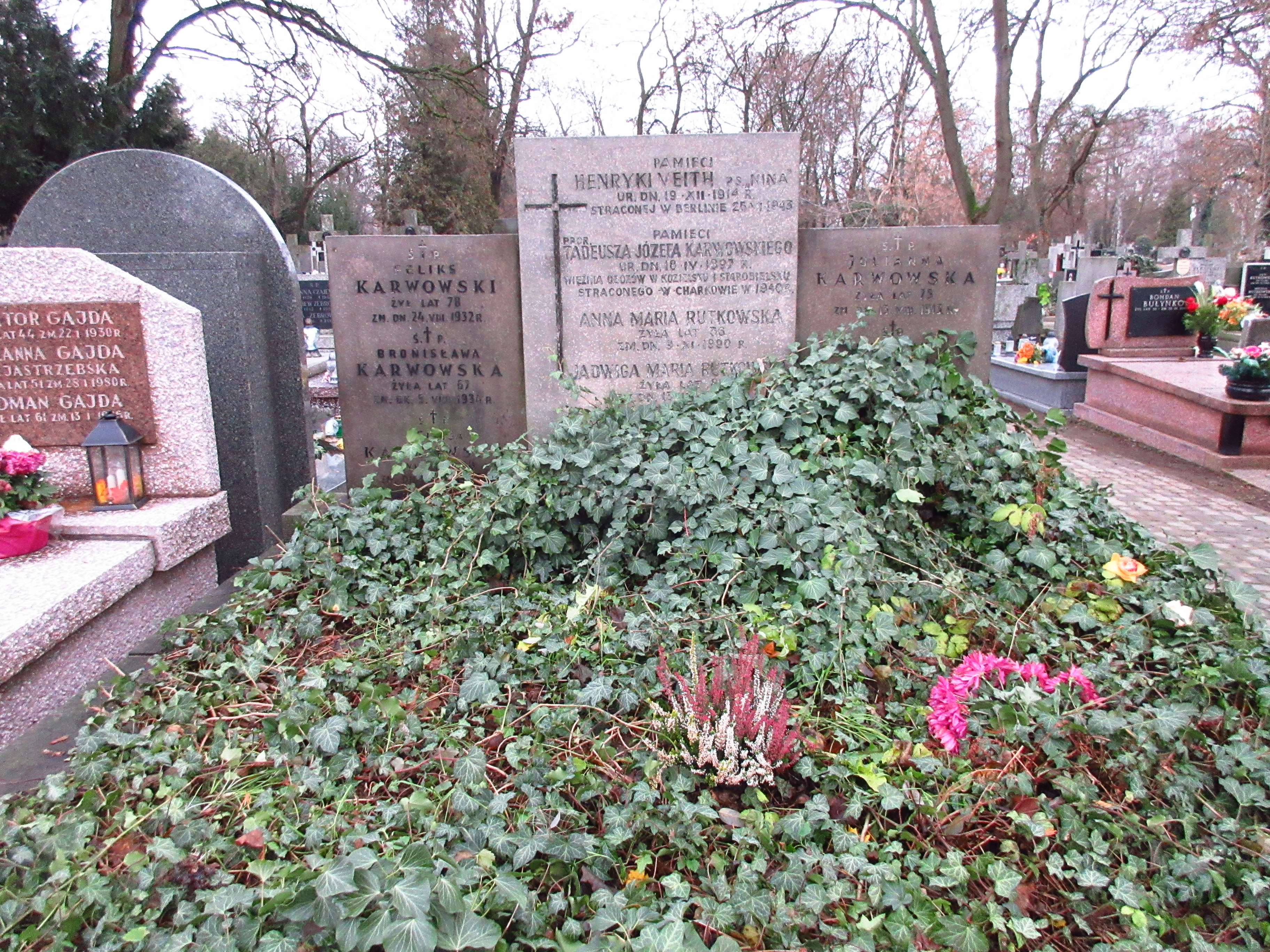
Grób symboliczny Niny Veidt (Henryki Veith) na Cmentarzu Bródnowskim w Warszawie.

Po jej śmierci ostatni list, który wysłała do siostry Jadwigi Rutkowskiej, krążył w odpisach po Warszawie. W 1949 cenzura nie dopuściła do jego druku. W 1953 postacią zainteresował się Urząd Bezpieczeństwa, wzywając jej siostrę na przesłuchanie.
Pisownia nazwiska Veidt, choć powszechna, jest nieprawidłowa.
Symboliczny grób Henryki Veith znajduje się na Cmentarzu Bródnowskim w Warszawie (kwatera 59F-6-28).